# ملعب خاليسكو
ملعب خاليسكو (بالإسبانية: Estadio Jalisco)‏ هو ملعب كرة قدم يقع في غوادالاخارا، ولاية خاليسكو، المكسيك، يتسع لـ 63,163 متفرج.

## التاريخ
بدأ بناء الملعب في 20 نوفمبر 1952 وافتتح في 31 يناير 1960. تم تجديده في 1970.

## أهم الأحداث التي استضافها
- الألعاب الأولمبية الصيفية 1968
- كأس العالم لكرة القدم 1970
- كأس العالم لكرة القدم 1986
- كأس القارات 1999